# Parallèle (électricité)
Pour les articles homonymes, voir parallèle.

Deux résistances en parallèle.

En électricité, un montage en parallèle ou en dérivation dans un circuit électrique est une disposition en branches connectées par des nœuds communs. Dans le cas d'un élément à deux bornes, les éléments en parallèle partagent une paire de nœuds, trois pour un élément à trois bornes et ainsi de suite.

## Analyse

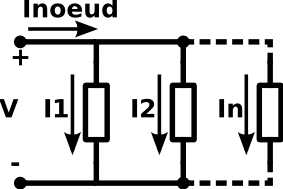
Courants dans un montage en parallèle

Dans un montage parallèle, les branches sont soumises à la même tension mais le courant n'est pas le même dans chaque branche (sauf cas particuliers).
Pour un nœud se divisant en n branches, on a la relation :
{\displaystyle I_{\text{nœud}}=I_{1}+I_{2}+\cdots +I_{n}}
où {\displaystyle I_{n}\,} est le courant qui traverse la branche n. Cette relation qui découle de la Loi des nœuds indique donc que la somme des courants qui sortent du nœud vers chaque branche est égale au courant qui entre dans le nœud. Ces caractéristiques sur la distribution des courants et de la tension dans un montage parallèle permettent de déduire les valeurs équivalentes d'éléments passifs linéaires combinés en parallèle. Ces relations peuvent être utilisées lors de l'analyse d'un circuit pour simplifier l'obtention de la solution.

### Résistances
Pour une connexion de résistances en parallèle, la résistance totale est égale à :
{\displaystyle {1 \over {R_{total}}}={1 \over {R_{1}}}+{1 \over {R_{2}}}+\cdots +{1 \over {R_{n}}}}
En particulier, quand il n'y a que deux résistances en parallèle, la résistance du dipôle équivalent peut s'écrire:
{\displaystyle R_{eq}={\frac {R_{1}R_{2}}{R_{1}+R_{2}}}}
La résistance totale équivalente est donc plus faible que chacune des résistances individuelles. Dans le cas particulier où toutes les résistances en parallèle sont de mêmes valeurs, la résistance équivalente sera égale à cette valeur divisée par le nombre d'éléments en parallèle.

#### Démonstration avec les lois de l'électrocinétique
Cette équation peut être démontrée en se basant sur les propriétés du circuit :

{\displaystyle U_{total}=U_{1}=U_{2}=\cdots =U_{n}}
{\displaystyle I_{total}=I_{1}+I_{2}+\cdots +I_{n}}
En utilisant la loi d'Ohm et les deux énoncés ci-dessus on peut écrire :

{\displaystyle I_{total}={\frac {U}{R_{1}}}+{\frac {U}{R_{2}}}+\cdots +{\frac {U}{R_{n}}}={\frac {U}{R_{total}}}}

Après simplification par {\displaystyle U} :
{\displaystyle {1 \over {R_{total}}}={1 \over {R_{1}}}+{1 \over {R_{2}}}+\cdots +{1 \over {R_{n}}}}

#### Démonstration par la conservation de la puissance
Une démonstration rapide de cette relation peut être faite à partir de considérations énergétiques :
Considérons deux résistances : {\displaystyle R_{1}\,} et {\displaystyle R_{2}\,}, en parallèle et alimentées par une source de tension. La puissance consommée par cet ensemble est égale à la somme des puissances consommées par chacune des résistance, soit :
{\displaystyle P={\frac {U^{2}}{R_{1}}}+{\frac {U^{2}}{R_{2}}}\,}
avec {\displaystyle U\,} la valeur efficace de la tension aux bornes de ces résistances.
La résistance équivalente doit consommer une puissance identique à cet ensemble, d'où :
{\displaystyle {\frac {U^{2}}{R_{\rm {eq}}}}={\frac {U^{2}}{R_{1}}}+{\frac {U^{2}}{R_{2}}}\,}
En simplifiant, on retrouve la formule d'association de résistances en parallèle.

### Condensateur
Contrairement au cas des résistances, les condensateurs lorsqu'ils sont placés en parallèle ont une capacité équivalente qui s'exprime comme suit :
{\displaystyle {C_{total}}={C_{1}}+{C_{2}}+\cdots +{C_{n}}}
La capacité totale est donc la somme de celles de tous les condensateurs formant le circuit parallèle.
Comme pour les résistances cette relation peut être démontrée par des considérations énergétiques. L'énergie stockée dans un condensateur de capacité C et soumis à une tension U étant égale à :
{\displaystyle W_{elec}={\frac {1}{2}}\cdot C\cdot U^{2}}
Le condensateur équivalent doit être en mesure de stocker la même énergie que l'ensemble auquel il se substitue quand il est soumis à la même tension.

### Inductance
Les inductances comme les résistances ont une valeur totale équivalente plus faible que chacun des éléments individuels. La relation est comme suit :
{\displaystyle {1 \over {L_{total}}}={1 \over {L_{1}}}+{1 \over {L_{2}}}+\cdots +{1 \over {L_{n}}}}